# 長州 (陝西省)
長州（ちょうしゅう）は、中国にかつて存在した州。
北魏により長州が設置された。606年（大業2年）、隋代により廃止され、その管轄区域は夏州に移管された。

## 下部行政区画
- 大安郡
  - 長沢県
- 闡熙郡
  - 山鹿県
  - 新囶県